# 더 다크니스 (영화)
《더 다크니스》(영어: The Darkness)는 미국에서 제작된 그레그 매클레인 감독의 2016년 초자연 공포 영화이다. 케빈 베이컨, 라다 미첼, 더비드 머주즈, 루시 프라이 등이 출연하였다. 다른 제목은 6 미란다 드라이브이다.

## 줄거리
피터가 가족들과 그랜드 캐니언에서 휴가를 보내던 중 자폐가 있는 아들 마이키가 키바 동굴에서 문양이 새겨진 돌을 흙에서 꺼내 주워온다. 집에서 이상 현상이 연달아 일어나자 아내 브로니가 조사에 들어가고, 콜로라도주 아나사시 원주민들이 동굴 속 신성한 돌에 악마가 가둬져있다고 믿었다는 걸 알게 된다. 그 돌을 가져가면 악마가 다양한 동물로 변신해 나타나고 자신과 연결이 된 아이를 데려가는데 이를 "다크니스"라고 부른다는 것이다. 다크니스가 일어나는 걸 막으려면 두려움이 없는 자가 돌을 다시 제자리에 갖다 놓아야만 한다. 

## 출연
- 케빈 베이컨 - 피터 테일러 역
- 라다 미첼
- 더비드 머주즈
- 루시 프라이
- 맷 월시
- 제니퍼 모리슨
- 밍나 원
- 파커 맥
- 폴 라이저
- 태라 린 바
- 주디스 매코널
- 크리스타 마리 유
- 앨마 마티네즈

## 기타 제작진
- 총괄 제작: 그레그 매클레인
- 의상: 니컬라 던